# Sacciolepis africana
Sacciolepis africana är en gräsart som beskrevs av Charles Edward Hubbard och Joseph Davenport Snowden. Sacciolepis africana ingår i släktet Sacciolepis och familjen gräs. Inga underarter finns listade i Catalogue of Life.